# دتلباخ
شهر دتلباخ در ایالت بایرن در کشور آلمان واقع شده است.

## نگارخانه

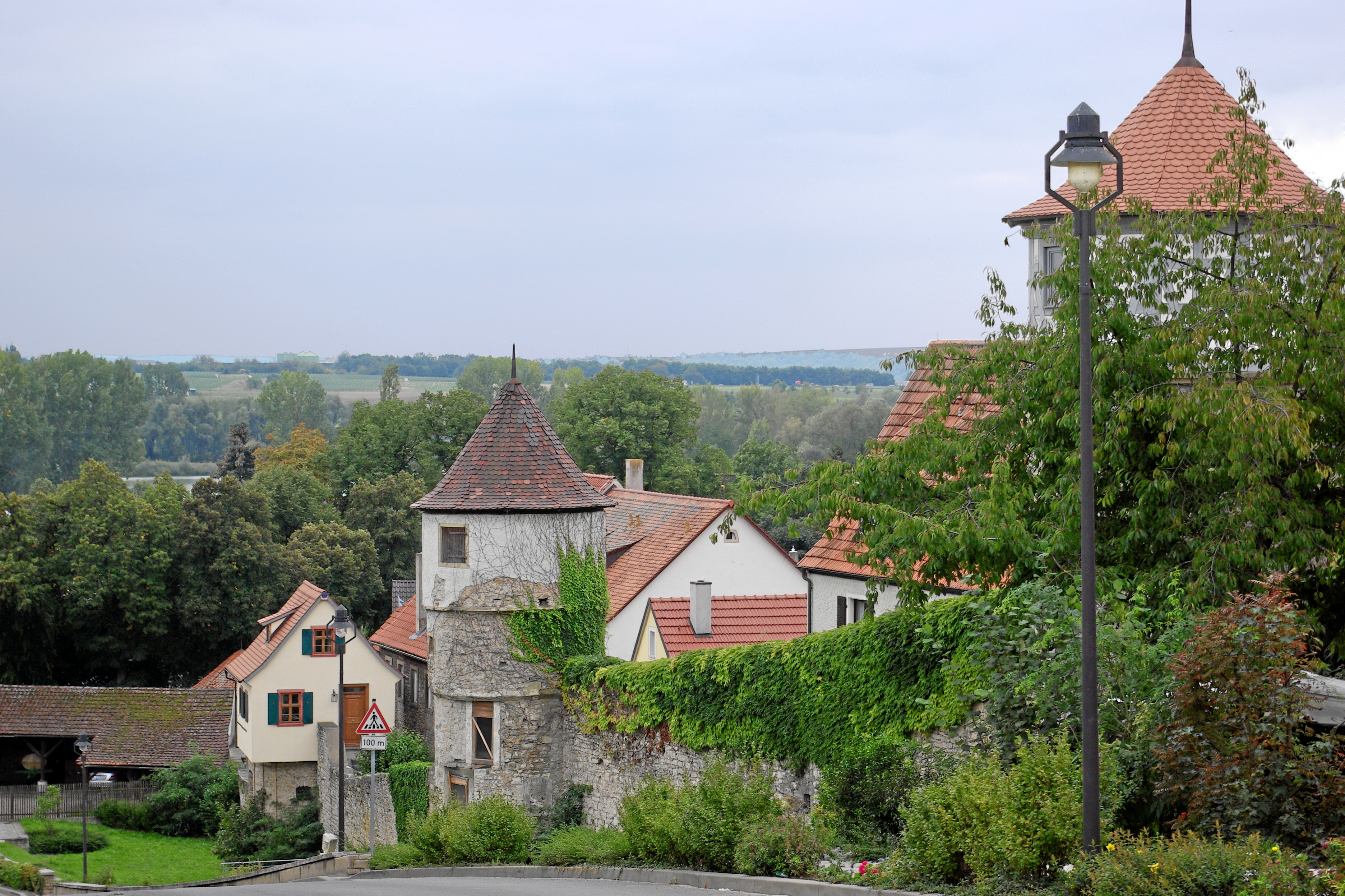
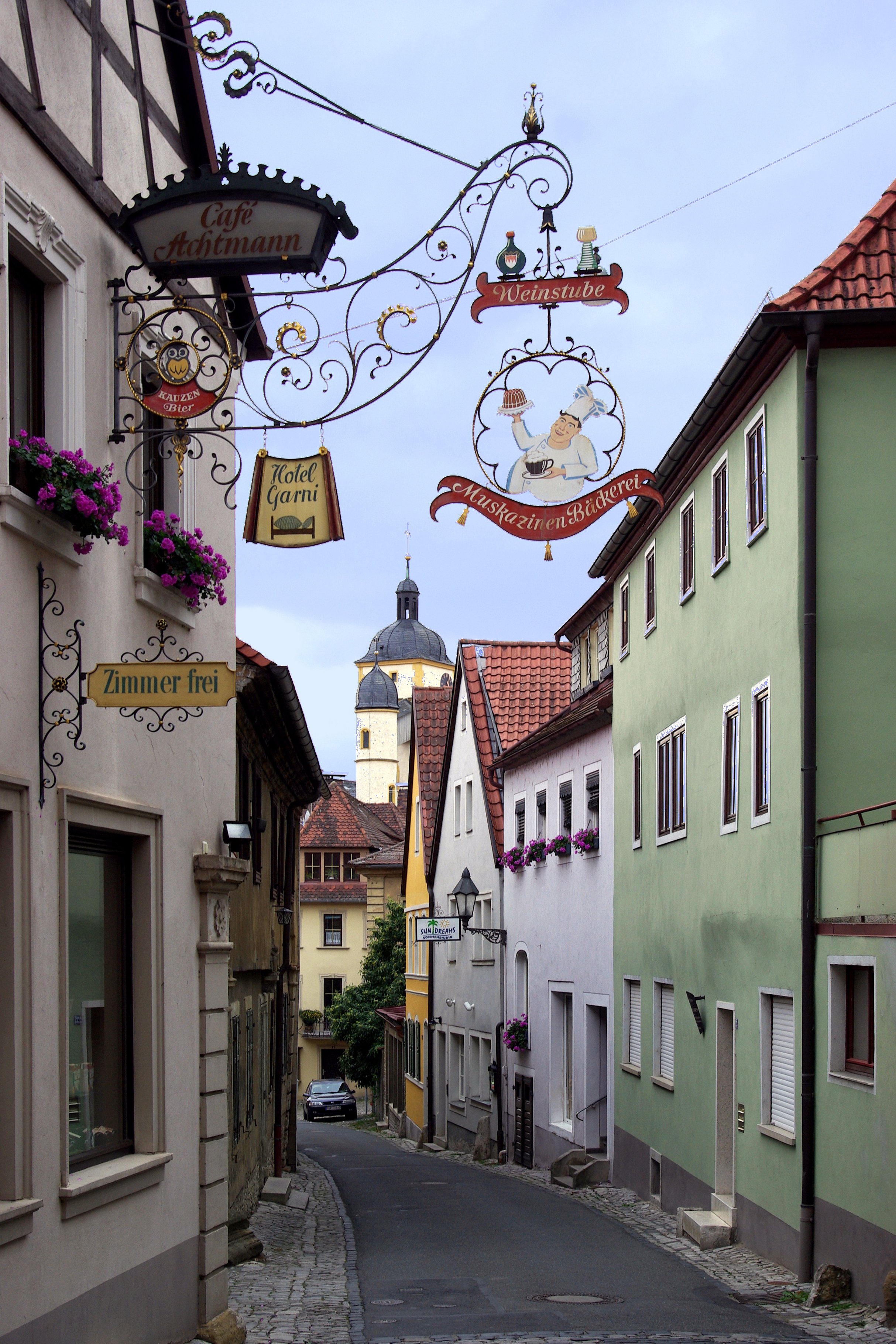
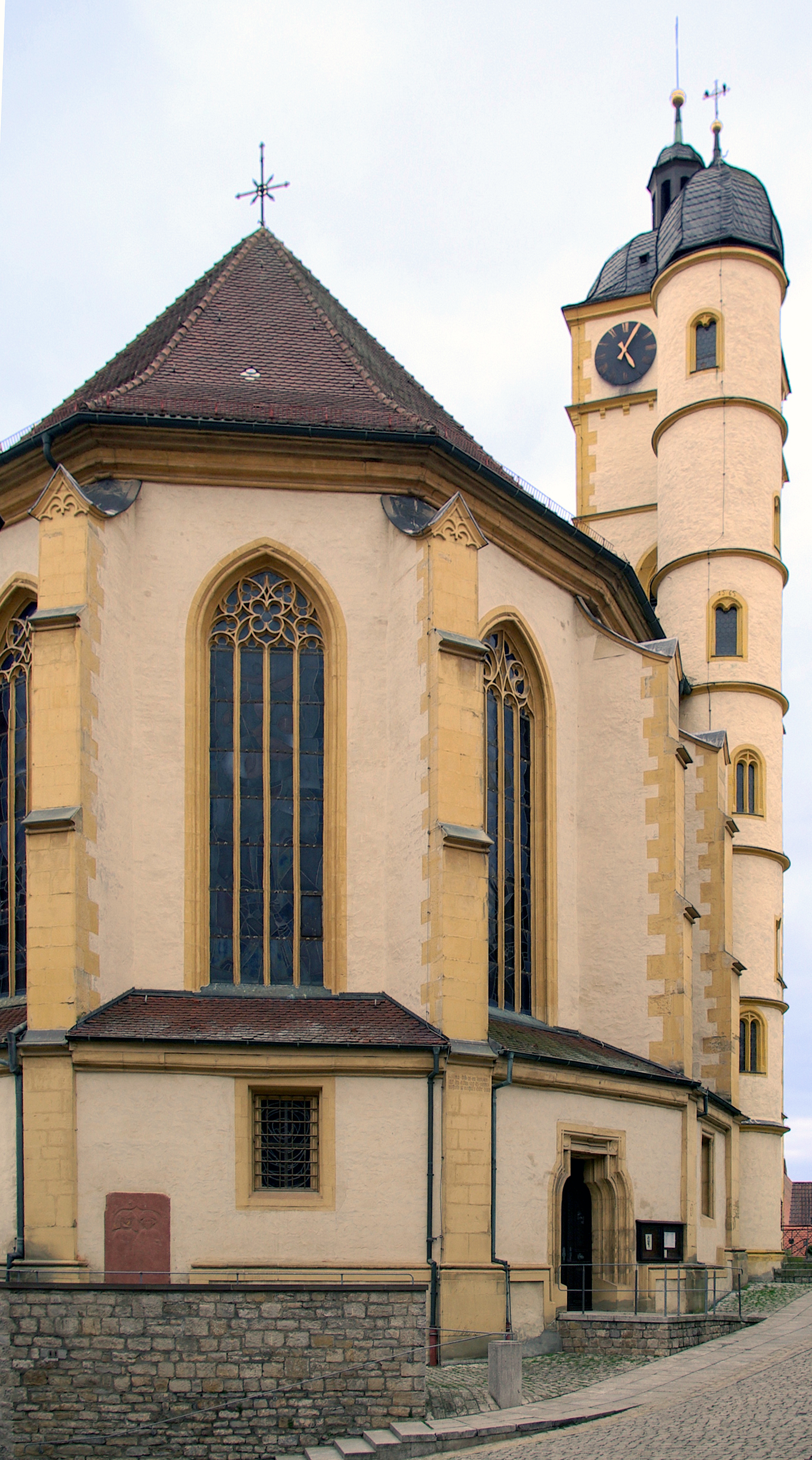
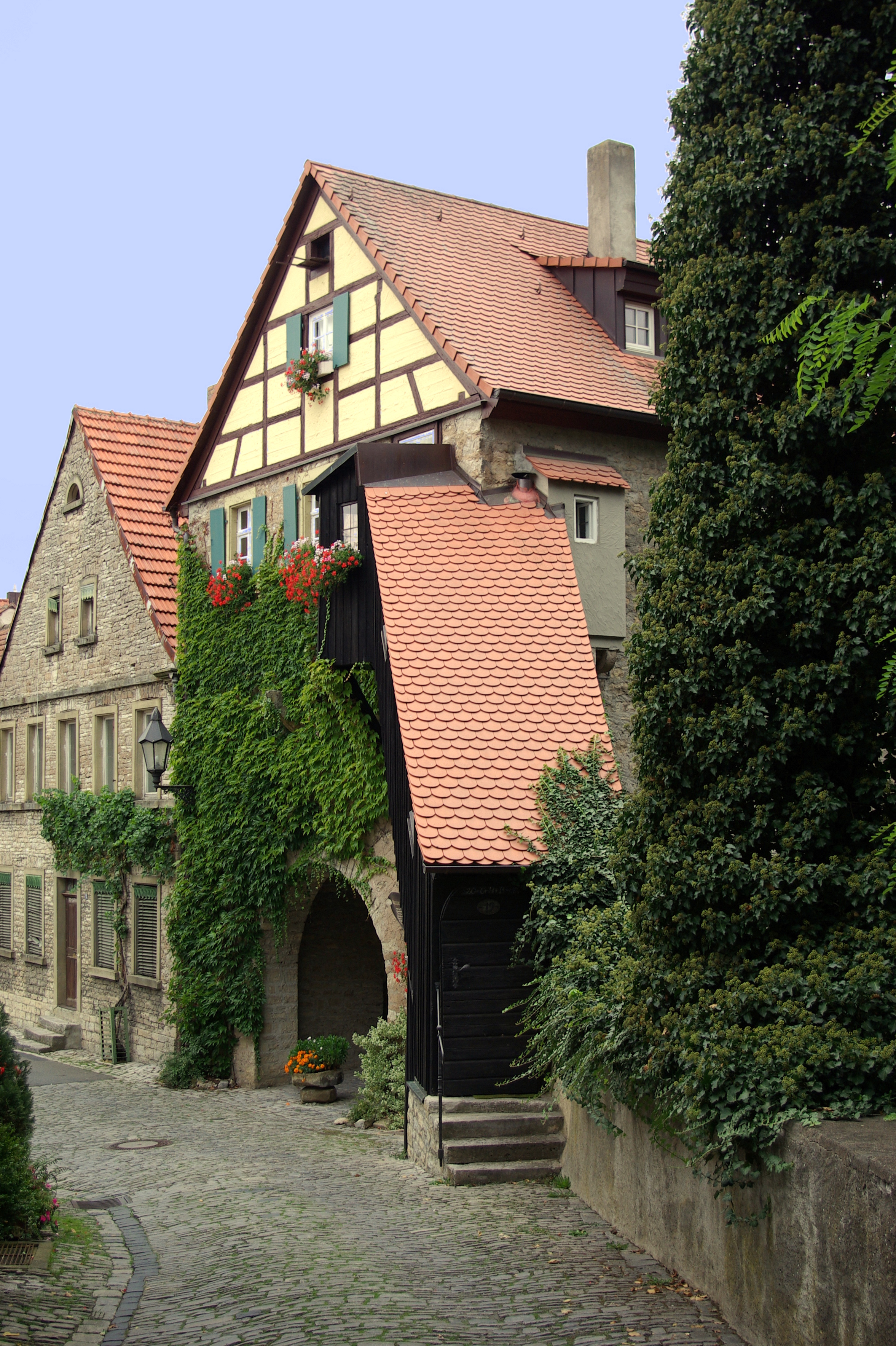
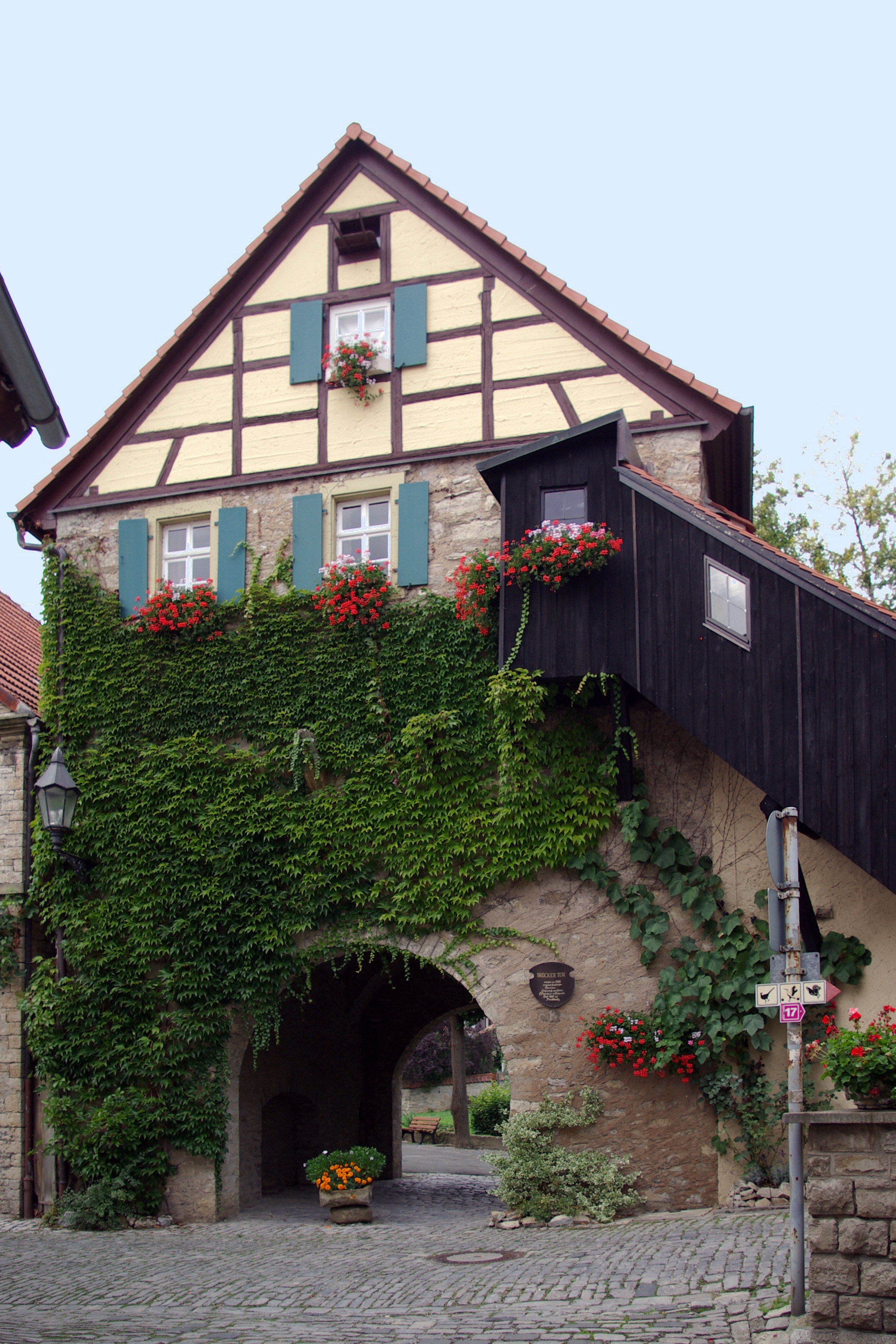
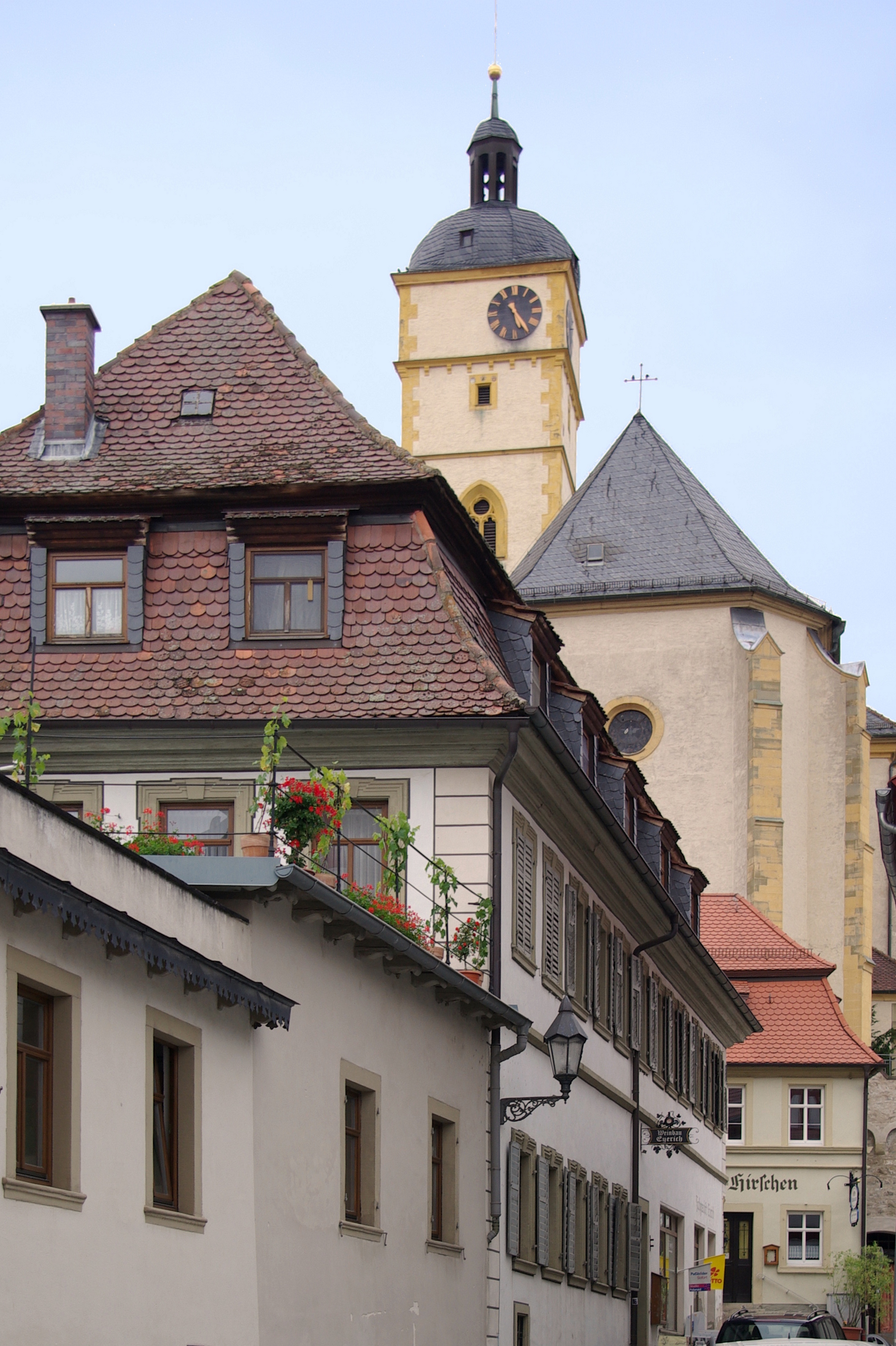
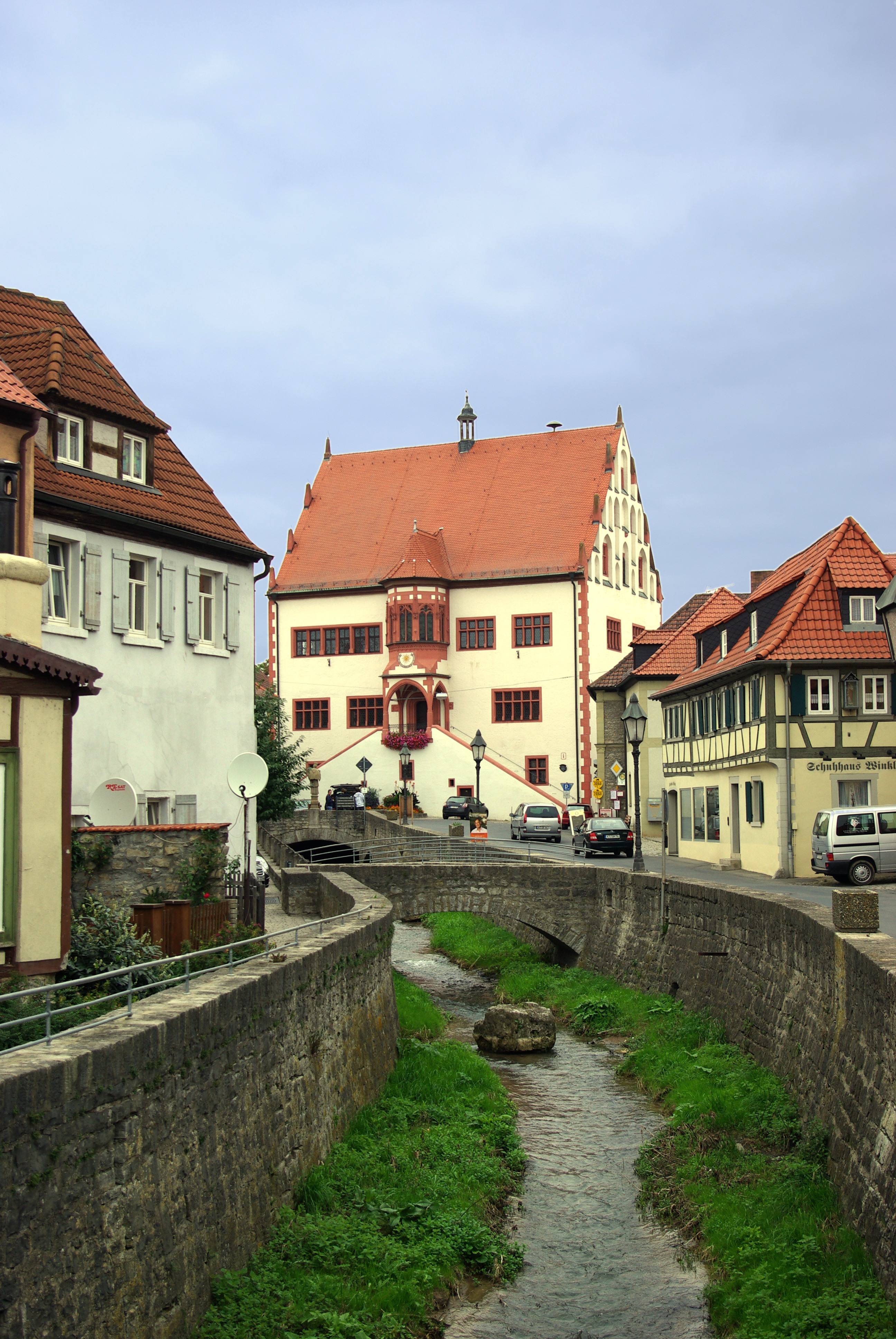
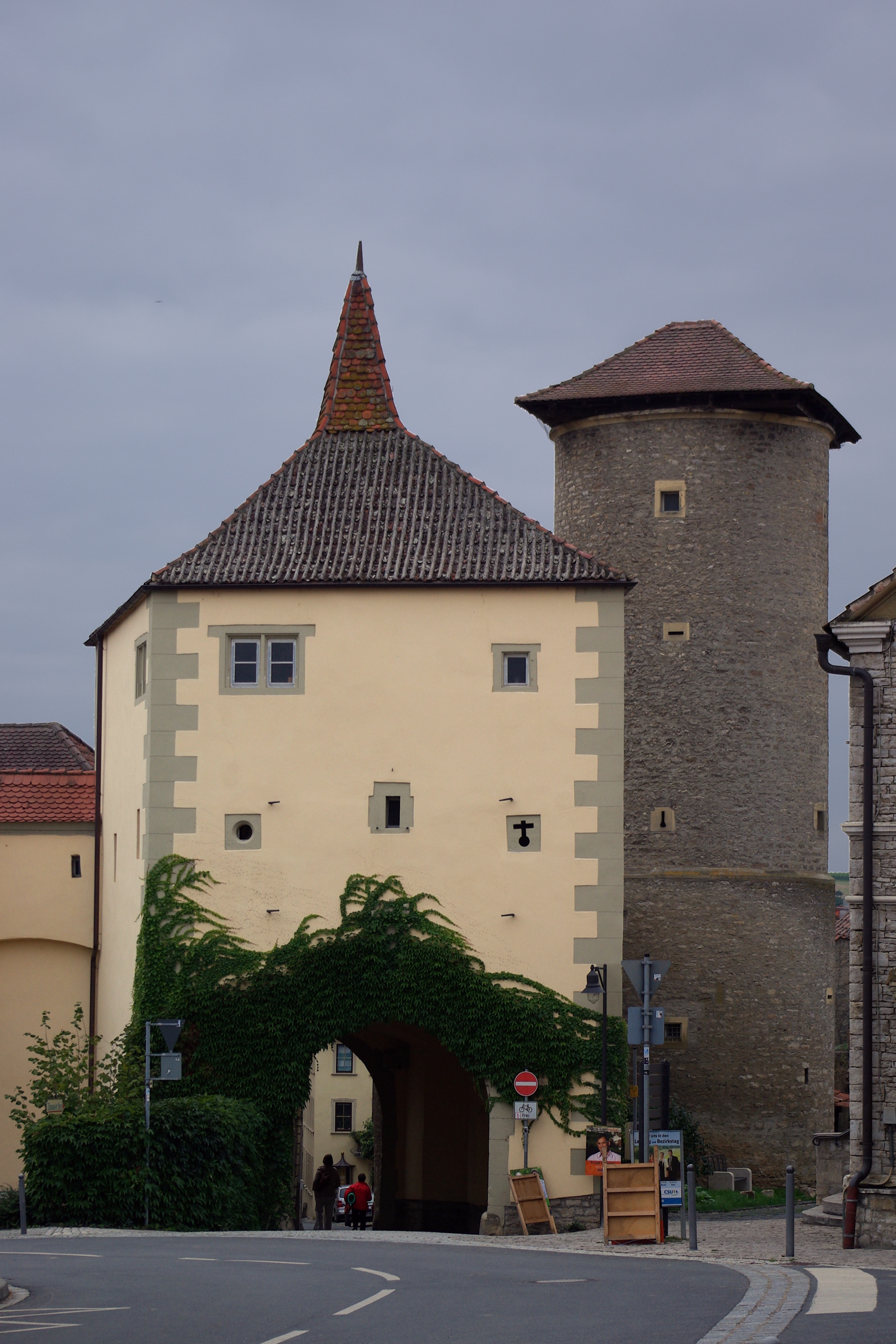